# Schacht-Audorf
Schacht-Audorf település Németországban, Schleswig-Holstein tartományban. Lakosainak száma 4943 fő (2023. december 31.).

## Népesség
A település népességének változása:
| Lakosok száma | 4017 | 4776 | 4786 | 4872 | 4973 | 4943 |
|               | 1975 | 2017 | 2019 | 2021 | 2022 | 2023 |